# Paroisse de Dumbarton
Pour les articles homonymes, voir Dumbarton.
La paroisse de Dumbarton est à la fois une paroisse civile et un ancien district de services locaux (DSL) canadien du Comté de Charlotte, au Nouveau-Brunswick. Dans le cadre de la réforme de la gouvernance locale du 1er janvier 2023, le DSL a été annexé au district rural du Sud-Ouest.

## Toponyme

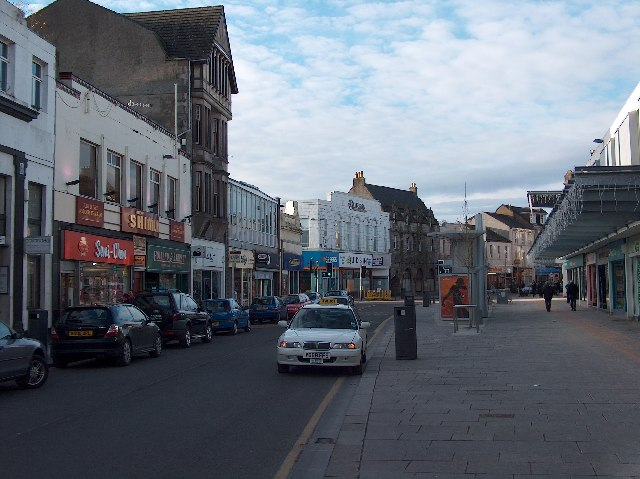
Dumbarton, en Écosse.

La paroisse de Dumbarton est probablement nommée ainsi car un titre de propriété fut donné à la St. Andrews Highland Society, suggérant un lien avec Dumbarton, en Écosse.

## Géographie

### Situation
La paroisse de Dumbarton est située dans le centre-nord du comté de Charlotte, à 112 kilomètres de route à l'ouest de Saint-Jean et à 113 km au sud-ouest de Fredericton.
La paroisse de Dumbarton est limitrophe de la paroisse de New Maryland au nord, de la paroisse de paroisse de Saint-George à l'est, de la paroisse de Saint-Patrick au sud, de la paroisse de Sainte-Croix et de la paroisse de Saint-David au sud-ouest, de la paroisse de Saint-James à l'ouest et de la paroisse de Manners Sutton. La paroisse de Gladstone n'est distante que d'environ 200 m au nord-est. Les villes les plus proches sont Saint-Stephen à 24 km au sud-ouest, Saint-Andrews à 32 km au sud, et Saint-George à 41 km au sud-est.

### Hameaux et lieux-dits
La paroisse comprend les hameaux de Flume Ridge, Greenock, Rollingdam, Sorrel Ridge, Tryon Settlement et Whittier Ridge. Lever Hill est séparé avec la paroisse de Saint-David. Clarence Ridge est séparé avec la paroisse de Saint-Patrick.

## Histoire
Il semble que la paroisse soit colonisée vers 1808, lorsque le hameau de Pleasant Ridge est fondé le long de la vieille route Fredericton-Saint-Andrews, par des colons provenant apparemment de Saint-Andrews et du fleuve Saint-Jean. Les terres sont officiellement accordées en 1812. Les hameaux de la rivière Digdeguash et des environs sont par la suite fondés par des personnes originaires des établissements plus anciens du comté.
Rollingdam est fondé apparemment avant 1830 à la suite de l'expansion des localités de la baie de Passamaquoddy et l'arrivée d'immigrants. Clarence Ridge est fondé en 1831 par des immigrants écossais et irlandais. Tryon Settlement est fondé en 1838, apparemment en partie par des immigrants irlandais venus travailler sur le chantier du chemin de fer St. Andrews and Quebec. Flume Ridge est un établissement agricole fondé par des Irlandais vers 1845.
La municipalité du comté de Charlotte est dissoute en 1966. La paroisse de Dumbarton devient un district de services locaux en 1967.
À la suite d'un sondage et d'une recommandation du Comité directeur de toponymie du Nouveau-Brunswick, le changement de nom de Rollingam pour Rolling Dam est annulé en 2013.

## Démographie
| 2001 | 2006 | 2011 | 2016 |
| ---- | ---- | ---- | ---- |
| 430  | 356  | 368  | 335  |

## Économie
Entreprise Charlotte, membre du Réseau Entreprise, a la responsabilité du développement économique.

## Administration

### Comité consultatif
En tant que district de services locaux, Dumbarton est administré directement par le Ministère des Gouvernements locaux du Nouveau-Brunswick, secondé par un comité consultatif élu composé de cinq membres dont un président. Il n'y a actuellement aucun comité consultatif.

### Commission de services régionaux
La paroisse de Dumbarton fait partie de la Région 10, une commission de services régionaux (CSR) devant commencer officiellement ses activités le 1er janvier 2013. Contrairement aux municipalités, les DSL sont représentés au conseil par un nombre de représentants proportionnel à leur population et leur assiette fiscale. Ces représentants sont élus par les présidents des DSL mais sont nommés par le gouvernement s'il n'y a pas assez de présidents en fonction. Les services obligatoirement offerts par les CSR sont l'aménagement régional, l'aménagement local dans le cas des DSL, la gestion des déchets solides, la planification des mesures d'urgence ainsi que la collaboration en matière de services de police, la planification et le partage des coûts des infrastructures régionales de sport, de loisirs et de culture; d'autres services pourraient s'ajouter à cette liste.

### Représentation et tendances politiques
Nouveau-Brunswick: La majeure partie de Dumbarton est comprise dans la circonscription provinciale de Charlotte-Les-îles, qui est représentée à l'Assemblée législative du Nouveau-Brunswick par Rick Doucet, du Parti libéral. Il fut élu en 2006 et réélu en 2010. Le hameau de Lawrence Station, au nord-ouest, fait quant à lui partie de la circonscription provinciale de Charlotte-Campobello, qui est représentée par Curtis Malloch, du Parti progressiste-conservateur. Il fut élu en 2010.
 Canada: Dumbarton fait partie de la circonscription électorale fédérale de Nouveau-Brunswick-Sud-Ouest, qui est représentée à la Chambre des communes du Canada par Gregory Francis Thompson, ministre des Anciens Combattants et membre du Parti conservateur. Il fut élu lors de la 40e élection fédérale, en 1988, défait en 1993 puis réélu à chaque fois depuis 1997.

## Vivre dans la paroisse de Dumbarton
Il n'y a aucune école francophone dans le comté, les plus proches étant à Saint-Jean ou Fredericton. Les établissements d'enseignement supérieurs les plus proches sont quant à eux situés dans le Grand Moncton.
Rollingdam possède une caserne de pompiers. Le bureau de poste et le détachement de la Gendarmerie royale du Canada les plus proches sont à Saint-Stephen.
Les anglophones bénéficient du quotidien Telegraph-Journal, publié à Saint-Jean, et de l'hebdomadaire Saint Croix Courier, publié à Saint-Stephen. Les francophones ont accès par abonnement au quotidien L'Acadie nouvelle, publié à Caraquet, ainsi qu'à l'hebdomadaire L'Étoile, de Dieppe.

## Culture

### Architecture et monuments
Un pont couvert traverse la rivière Digdeguash, à Dumbarton, le long du chemin Tyron. Le pont fut construit en 1928 et mesure 23,2 mètres de long. Un autre pont couvert traverse la rivière plus en aval, le long de la route 760 à Rollingdam. Ce dernier fut construit en 1938 et mesure 26,2 mètres de long. Un troisième pont traverse la rivière Magaguadavic, à Flume Falls, à 9 kilomètres à l'est de la route 3.